# Ramalina menziesii
Ramalina menziesii är en lavart som beskrevs av Taylor. Ramalina menziesii ingår i släktet Ramalina och familjen Ramalinaceae.   Inga underarter finns listade i Catalogue of Life.

## Källor

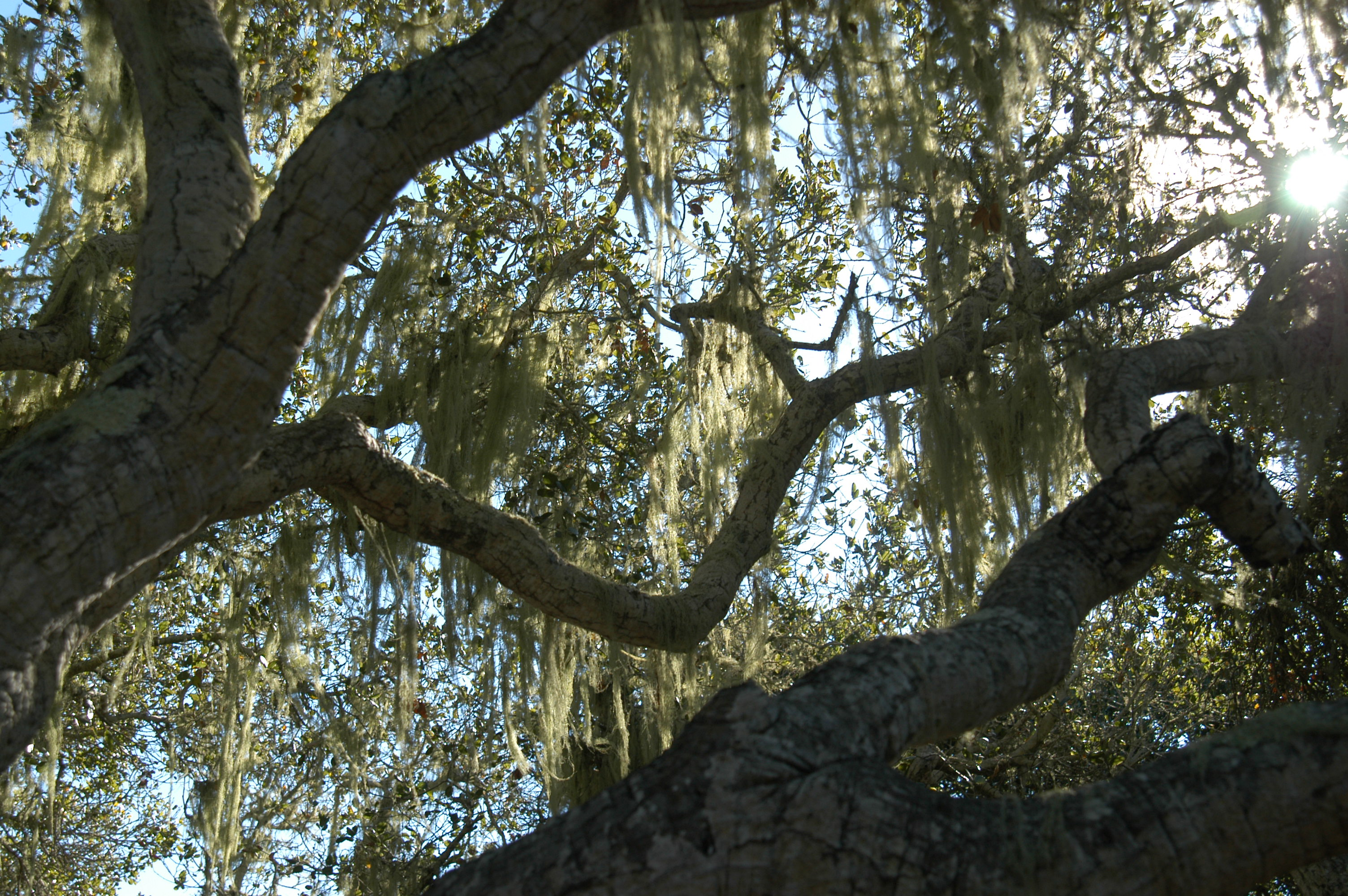